# La Bastilla

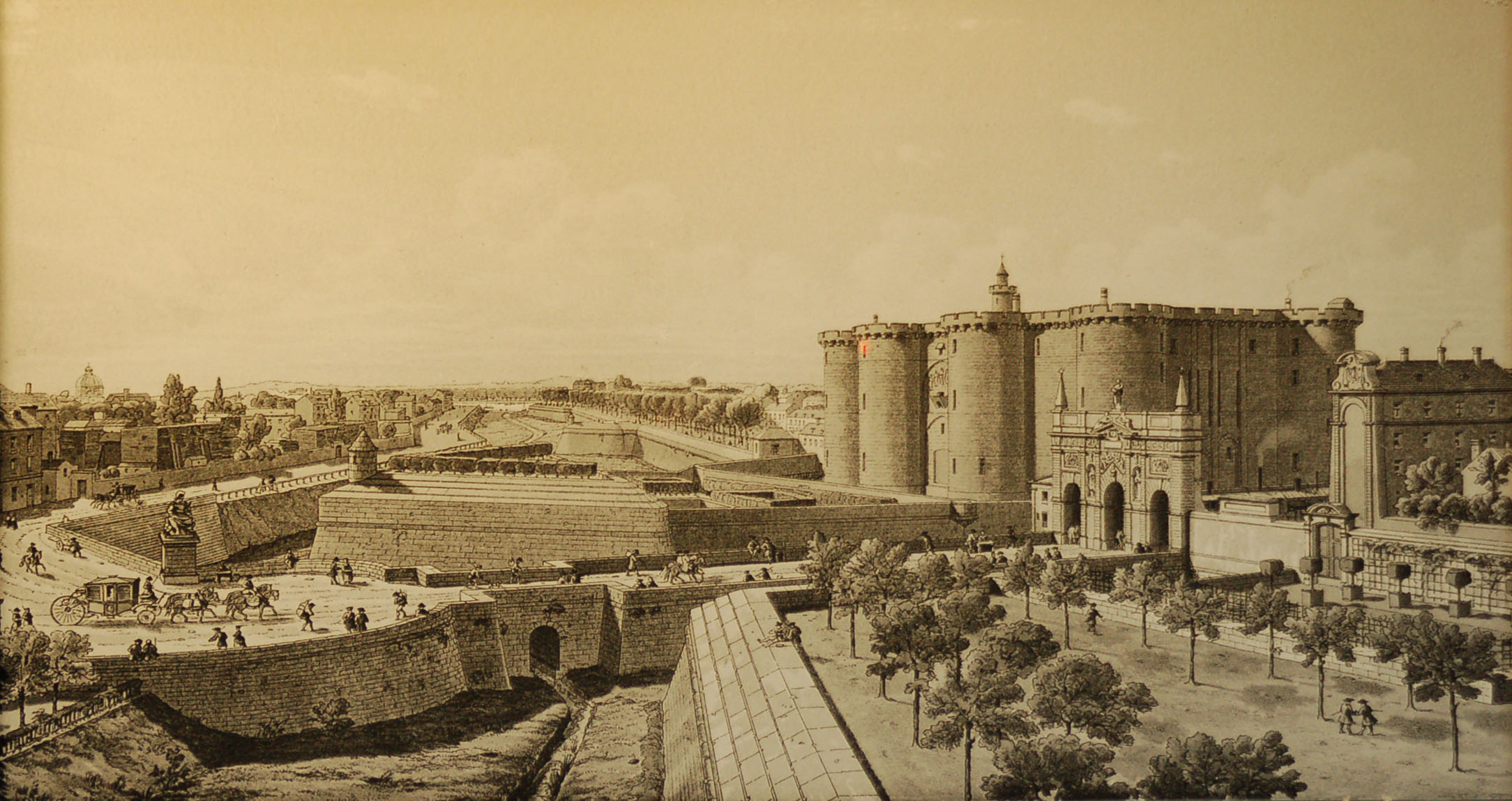
Vista de la Bastille.

La Bastilla, o més exactament la Bastille Saint-Antoine, era una fortalesa elevada sobre l'actual plaça de la Bastilla a París. Des de l'inici de la República Francesa s'ha fet cèlebre per l'associació que tingué la presa de la Bastilla durant la Revolució Francesa, com un símbol de la rebel·lió contra l'Antic Règim. Encara es poden veure vestigis sobre l'andana de l'estació Bastille de la línia 5 del metro de París. La torre de la llibertat (aquella on va ser tancat el Marquès de Sade) a la plaça Galli a la sortida del passeig Henri IV. S'ha fet un paviment especial per tal de traçar sobre el terra l'emplaçament de la fortalesa històrica.
Des de 1880 el 14 de juliol és la festa nacional de França, tot i que, oficialment, aquesta festa nacional no commemora la presa de la Bastilla, sinó la Festa de la Federació que va tenir lloc un any més tard, el 14 de juliol de 1790, sobre l'esplanada del Champ-de-Mars. Però l'inconscient col·lectiu francès sembla associar veritablement la festa nacional i l'esdeveniment més determinant esdevingut un 14 juliol: una immensa majoria no recorda més que rarament el 14 de juliol de 1790.
Cada 14 de juliol es fan multitud d'activitats: balls populars, concerts, castells de focs, discurs presidencial i desfilada militar sobre els Champs-Élysées, a París.

## Història

### Fortalesa
Destinada a defensar la porta de Saint-Antoine i les muralles de l'est de París més vulnerables, la Fortalesa o Bastide Saint-Antoine era de manera inicial un veritable château-fort i un arsenal.
Va ser construïda sota el regnat de Carles V de França, de 1370 a 1383, per Hugues Aubriot, sobre el model de quatre torres corrent en aquell temps. Les altres torres li van ser afegides ulteriorment. Feia 66 metres de longitud per a 34 metres d'ample i 24 metres d'alçada a nivell de les torres, i era envoltada d'un fossat de 25 metres d'amplada per 8 metres de profunditat alimentat per les aigües del Sena.
Les vuit torres es deien torres de la Cantonada, de la Capella, del Tresor, de la Comtessa, de la Bertaudière, de la Basinière, del Pou i de la Llibertat. L'entrada es feia pel carrer Saint-Antoine i donava al Cour de l'Avancée que protegia botigues i una caserna. A la mateixa època és edificada la torrassa de Vincennes.
Molt de pressa, la seva utilitat militar mostrant-se mediocre - «assetjada, sempre s'ha rendit». La fortalesa va ser llavors utilitzada com a caixa forta i lloc de recepció per François I.
Durant la Jornada de les Barricades (vuitena guerra de religió), la Fortalesa es va rendir el 13 de maig 1588.
Sully, nomenat governador el 1602, hi va protegir el tresor reial a la torre del mateix nom, que es va anomenar llavors amb el terme «buffet du roi».
La Fortalesa és presa altre cop durant la Fronda el 1649 i un Frondeur n'és designat governador: Pierre Broussel.

### Presó
La Bastilla va ser utilitzada de manera ocasional com a calabós des del regnat de Lluís XI, però és el cardenal Richelieu qui la va transformar en presó d'Estat on acaben les letres de cachet, cartes signades del rei (o més sovint dels seus ministres) ordenant un empresonament sense judici. Era una presó més aviat còmoda per a les persones de qualitat (nobles, grans burgesos), que disposaven de grans cambres amb àpats i fins i tot d'un criat. El marquès de Sade hi va estar detingut cinc anys i mig. El nombre dels seus presoners mai no ha superat d'altra banda els 45. La Bastilla implicava igualment un lloc molt menys agradable per als presoners comuns, com els calabossos (i no les masmorres), situats a sis metres de profunditat i que servien de càstig als presoners insubordinats com, per exemple, el famós Latude.
Un historiador qualifica fins i tot la Bastilla de cita dels intel·lectuals, ja que s'hi trobaven des de Voltaire fins a pamfletaris com Linguet o Brissot, víctimes de la censura.
Era també una tomba financera per a Lluís XVI, a raó de les despeses de manteniment del nombrós personal o dels aliments. Jacques Necker, que ja havia tancat la torrassa de Vincennes, desitjava fer-la abatre des de 1784. El poble no sembla haver temut realment aquest edifici, però els quaderns de queixes de la ciutat demanaven la seva destrucció. Com tota fortalesa imponent, marcava el paisatge i mostrava la potència i l'arbitrarietat del rei (com la torre del Temple).

### Presa de la Bastilla (14 de juliol de 1789)

Presa de la Bastilla, per Jean-Pierre Houël.

La presa de la Bastilla va ser per assalt el 14 de juliol de 1789 pel poble parisenc vingut a buscar pólvora. Es tractava igualment per als revolucionaris d'apoderar-se del darrer bastió reial a París després de l'aixecament del 13 de juliol.
La presa de la Bastilla és considerat avui com el símbol de la Revolució Francesa de la que en marca el començament.

### Demolició de la Bastilla

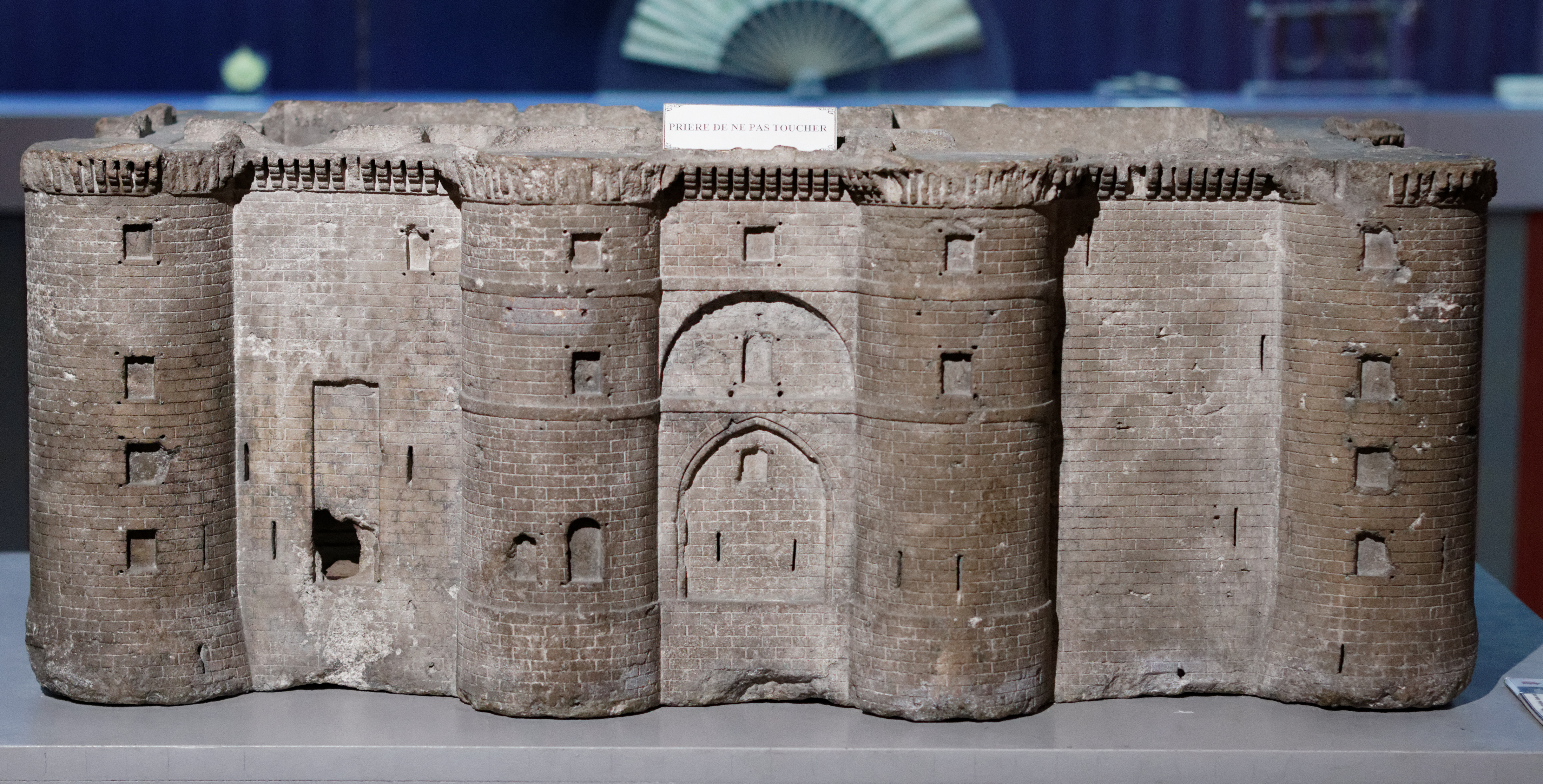
Miniatura de la Bastilla esculpida en una pedra de la Bastilla (musée Carnavalet).

La Bastilla va ser abatuda a partir del 15 de juliol de 1789 per un empresari privat, Palloy, que va vendre una part de les pedres a tall de records (pedres esculpides representant la Bastilla en miniatura).
S'hi pot afegir la transformació en objectes de pietat i de culte, de tot el que va poder recuperar dels enfustats i les ferreteries de la vella fortalesa. La major part ha servit per construir el pont de la Concorde.
El marquès de La Fayette va enviar una de les claus de la Bastilla a George Washington, una de les grans figures de la Revolució americana i primer president dels Estats Units. Avui està exposada a la residència de Mount Vernon, transformada en museu.